# Човек без граница
„Човек без граница“ је југословенски ТВ филм из 1964. године који је режирао Србољуб Станковић, према сценарију Матије Бећковића.

## Улоге
| Глумац           | Улога |
| ---------------- | ----- |
| Бора Тодоровић   |       |
| Александар Волић |       |